# State of Confusion
State of Confusion je devatenácté studiové album anglické rockové skupiny The Kinks. Bylo vydáno 10. června 1983.

## Seznam skladeb
Autorem všech skladeb je Ray Davies.
| Strana 1 | Strana 1                     | Strana 1 |
| Pořadí   | Název                        | Délka    |
| -------- | ---------------------------- | -------- |
| 1.       | State of Confusion           | 3:41     |
| 2.       | Definite Maybe               | 4:27     |
| 3.       | Labour of Love               | 3:54     |
| 4.       | Come Dancing                 | 3:54     |
| 5.       | Property                     | 4:19     |
| 6.       | Noise (pouze na audiokazetě) | 4:38     |

| Strana 2 | Strana 2                             | Strana 2 |
| Pořadí   | Název                                | Délka    |
| -------- | ------------------------------------ | -------- |
| 1.       | Don't Forget to Dance                | 4:34     |
| 2.       | Young Conservatives                  | 3:58     |
| 3.       | Heart of Gold                        | 4:02     |
| 4.       | Clichés of the World (B Movie)       | 4:51     |
| 5.       | Bernadette                           | 3:41     |
| 6.       | Long Distance (pouze na audiokazetě) | 5:23     |

## Obsazení
- Ray Davies – hlavní vokály, rytmická kytara, syntezátor, klavír
- Dave Davies – sólová kytara, vokály (hlavní v „Bernadette“)
- Mick Avory – bicí
- Jim Rodford – baskytara
- Ian Gibbons – klávesy